# Game Over! (Jump)
Game Over! is het vierde  stripverhaal van de reeks Jump. De reeks wordt getekend door de Vlaamse striptekenaar Charel Cambré, die ook de scenario's voor zijn rekening neemt. Het stripalbum verscheen in augustus 2008.

## Verhaal
Terwijl Lisa en Dweezil de buurman plagen met hun lawaai heeft Brains een nieuwe verslaving. Een nieuw computerspelletje. Lisa en Dweezil zijn er niet zo tevreden mee dat hun vriend de hele tijd met zijn nieuwste computerspel "Fantasy world" zit te spelen en ze besluiten hem een lesje te leren. Als Lisa en Dweezil Brains toch naar buiten willen krijgen leidt dit tot een gevecht waarbij Brains met zijn hoofd in de televisie belandt waardoor de televisie implodeert. Zo belandt Brains in Fantasy world zelf. Samen met Brownie, de beer die de hoofdrol heeft in het computerspel, gaat hij het opnemen tegen Ubar Num. Deze wil zijn macht in Fantasy World uitbreiden en wil zelf andere computerspelletjes veroveren. Helaas voor Brains beschikt hij in het spel slechts over één leven. Gelukkig krijgt hij onderweg op cruciale momenten toch de nodige hulp van zijn vrienden Lisa, Dweezil en Armando om het spel te proberen overleven.